# El juicio de los 7 de Chicago
El juicio de los 7 de Chicago (en inglés: The Trial of the Chicago 7) es una película estadounidense de 2020 de género histórico y drama legal, escrita y dirigida por Aaron Sorkin. El film sigue al grupo conocido como los Chicago Seven, un grupo de manifestantes opositores a la guerra de Vietnam, acusados de conspiración por cruzar fronteras estatales para causar disturbios en la Convención Nacional Demócrata de 1968 en Chicago. Cuenta con un reparto coral que incluye a Yahya Abdul-Mateen II, Sacha Baron Cohen, Daniel Flaherty, Joseph Gordon-Levitt, Michael Keaton, Frank Langella, John Carroll Lynch, Eddie Redmayne, Noah Robbins, Mark Rylance, Alex Sharp y Jeremy Strong.
Sorkin originalmente escribió el guion en 2007, con la intención de que Steven Spielberg dirigiera el largometraje, con un elenco de actores desconocidos. La huelga de guionistas de 2007 y problemas de presupuesto llevaron a Spielberg a abandonar el proyecto. Sorkin fue anunciado como director en octubre de 2018, y gran parte del elenco fue anunciado en ese tiempo. El rodaje tuvo lugar en el otoño de 2019 en Chicago y en los alrededores de Nueva Jersey.
Fue originalmente planeada para su estreno en cines a cargo de Paramount Pictures; sin embargo, los derechos de distribución fueron vendidos después a Netflix, a causa de la pandemia de COVID-19. A pesar de ello, tuvo un estreno limitado en ciertos cines el 25 de septiembre de 2020, con su estreno virtual en la plataforma de streaming el 16 de octubre de 2020. El filme recibió mayoritariamente críticas positivas y obtuvo seis nominaciones a los premios Óscar de 2021, entre estas, a las de mejor película.

## Argumento
En agosto de 1968, Abbie Hoffman, Jerry Rubin, Tom Hayden, Rennie Davis, David Dellinger, Lee Weiner, John Froines y Bobby Seale hacen preparativos para protestar en la Convención Nacional Demócrata en Chicago. Cinco meses después, los ocho son arrestados y acusados de intentar incitar a un motín. John N. Mitchell, el fiscal general, nombra a Tom Foran y Richard Schultz como fiscales, mientras que todos los acusados excepto Seale están representados por William Kunstler y Leonard Weinglass. 
El juez Julius Hoffman muestra un prejuicio significativo para la acusación. El abogado de Seale, Charles Garry, no puede asistir debido a una enfermedad, lo que llevó al juez Hoffman a insistir en que Kunstler represente a los ocho acusados. Esta insistencia es rechazada repetidamente tanto por Kunstler como por Seale. Seale recibe apoyo de Fred Hampton que el juez Hoffman asume es ayuda legal. Abbie Hoffman se opone abiertamente a la corte. El juez Hoffman comienza a destituir a los jurados sospechosos de simpatizar con los acusados debido a las amenazas reportadas por el Partido Pantera Negra y acusa a los acusados y sus abogados de múltiples cargos de desacato al tribunal. 
Numerosos policías locales encubiertos y agentes del FBI testifican. En el momento de la convención, Hayden notó que dos policías seguían a Davis e intentaron dejar salir el aire de su neumático, pero fue atrapado y luego arrestado. Abbie y otros dirigieron una protesta hacia la estación de policía donde se encontraba detenido Hayden, pero se dieron la vuelta al ver el bloqueo policial afuera. Al intentar regresar al parque, la policía se había hecho con el control de la colina con órdenes de dispersar a la multitud. Se produjo un motín y los manifestantes se enfrentaron con la policía en un intento de reclamar la colina. Kunstler señala que ninguno de los acusados instigó el motín.
Días después, los acusados se enteran de que Fred Hampton fue asesinado durante una redada policial. En represalia a que Seale continúe defendiendo sus derechos constitucionales, el juez Hoffman ordena que policías lo lleven a otra habitación, lo golpeen y después lo devuelven amordazado y encadenado. La fiscalía y la defensa objetan la orden del juez, y el juez Hoffman declara el juicio nulo del caso de Seale. 
La defensa decide poner a Ramsey Clark, fiscal general durante los disturbios, en el estrado. El juez Hoffman se niega a permitirle testificar, pero Clark declara que se negó a iniciar procesamientos después de los disturbios debido a la evidencia de que el Departamento de Policía de Chicago los instigó. Dellinger golpea a un alguacil, lo que conlleva su arresto.
Kunstler presenta una cinta que implica a Hayden a los acusados y prepara a Hayden para un interrogatorio. La noche del motín, Davis trató de apaciguar a los policías que intentaban arrestar a un menor que se subía a un asta de bandera. Después de que la policía golpeara la cabeza de Davis, Hayden enfurecido exclamó: "¡Si la sangre va a fluir, déjela correr por toda la ciudad!". Los acusados fueron finalmente acorralados por la policía, quienes se quitaron las placas y procedieron a agredirlos. Abbie deduce que Hayden fue sacado de contexto, afirmando que la declaración original habría comenzado con "Si nuestra sangre va a fluir..."; Hayden le pide que testifique.
En su testimonio, Abbie refuerza que Hayden fue malinterpretado y manifiesta su desdén por el liderazgo del gobierno de Estados Unidos. Al final del juicio, a pesar de las instrucciones y objeciones del juez Hoffman, Hayden usa la declaración final para nombrar a los 4.752 soldados que murieron en la guerra de Vietnam desde que comenzó el juicio. Este acto incita a muchos en la corte a ponerse de pie y vitorear. Un epílogo describe las vidas de Abbie, Hayden y el juez Hoffman después del juicio.

## Reparto
- Sacha Baron Cohen como Abbie Hoffman, miembro fundador del Partido Internacional de la Juventud (Yippies)
- Eddie Redmayne como Tom Hayden, líder y presidente de la organización Students for a Democratic Society (SDS)
- Alex Sharp como Rennie Davis, organizador en Chicago del National Mobilization Committee to End the War in Vietnam (MOBE)
- Jeremy Strong como Jerry Rubin, miembro fundador del Partido Internacional de la Juventud (Yippies)
- John Carroll Lynch como David Dellinger, líder del National Mobilization Committee to End the War in Vietnam (MOBE)
- Noah Robbins como Lee Weiner, estudiante universitario y activista comunitario, único acusado de la ciudad de Chicago
- Daniel Flaherty como John Froines, químico y activista antiguerra
- Yahya Abdul-Mateen II como Bobby Seale, fundador y presidente nacional del Partido Pantera Negra y octavo acusado
- Mark Rylance como William Kunstler, abogado defensor, cofundador del Center for Constitutional Rights (CCR), miembro del American Civil Liberties Union (ACLU) y del National Lawyers Guild (NLG)
- Joseph Gordon-Levitt como Richard Schultz, fiscal federal adjunto
- Ben Shenkman como Leonard Weinglass, abogado defensor
- J. C. MacKenzie como Tom Foran, fiscal federal en jefe
- Frank Langella como Julius J. Hoffman, juez del juicio
- Kelvin Harrison Jr. como Fred Hampton, presidente del Partido Pantera Negra en Illinois
- Michael Keaton como Ramsey Clark, fiscal general de los Estados Unidos durante los disturbios
- John Doman como John N. Mitchell, fiscal general de los Estados Unidos durante el juicio
- Wayne Duvall como Paul DeLuca, agente asignado para seguir a Rennie Davis durante las protestas
- Caitlin FitzGerald como Daphne O'Connor, agente del FBI asignada a Jerry Rubin para infiltrarse en las protestas
- Max Adler como Stan Wojohowski, oficial encubierto
- C.J. Wilson como Scott Scibelli, oficial encubierto
- Damian Young como Howard Ackerman, asesor especial de John N. Mitchell
- Alice Kremelberg como Bernardine, activista y telefonista de la "Oficina de Conspiración"
- Alan Metoskie como Allen Ginsberg, poeta y activista social

## Recepción
The Trial of Chicago 7 recibió reseñas generalmente positivas de parte de la crítica y la audiencia. En el sitio web especializado Rotten Tomatoes, la película posee una aprobación de 89%, basada en 338 reseñas, con una calificación de 7.8/10, y con un consenso crítico que dice: "Un escaparate de actores animado por su historia actual basada en hechos reales, The Trial of Chicago 7 juega de manera directa y convincente con las fortalezas de Aaron Sorkin." De parte de la audiencia tiene una aprobación de 90%, basada en más de 2500 votos, con una calificación de 4.2/5.
El sitio web Metacritic le dio a la película una puntuación de 76 de 100, basada en 49 reseñas, indicando "reseñas generalmente favorables" En el sitio IMDb los usuarios le asignaron una calificación de 7.7/10, sobre la base de 177 686 votos, mientras que en la página web FilmAffinity la cinta tiene una calificación de 7.0/10, basada en 20 202 votos.